# Union County (Tennessee)
Union County ist ein County im Bundesstaat Tennessee der Vereinigten Staaten. Das U.S. Census Bureau hat bei der Volkszählung 2020 eine Einwohnerzahl von 19.802 ermittelt. Der Verwaltungssitz (County Seat) ist Maynardville.

## Geographie
Das County liegt im Nordosten von Tennessee, ist im Norden etwa 40 km von der südwestlichen Spitze von Virginia entfernt und hat eine Fläche von 640 Quadratkilometern, wovon 61 Quadratkilometer Wasserfläche sind. Es grenzt im Uhrzeigersinn an folgende Countys: Claiborne County, Grainger County, Knox County, Anderson County und Campbell County.

## Geschichte
Union County wurde am 3. Januar 1850 aus Teilen von Anderson County, Campbell County, Claiborne County, Grainger County und Knox County gebildet. Benannt wurde es aufgrund des Wunsches zur Zugehörigkeit zur Union bei Ausbruch der Debatten über die Sezession im Zusammenhang mit der Sklavenfrage.

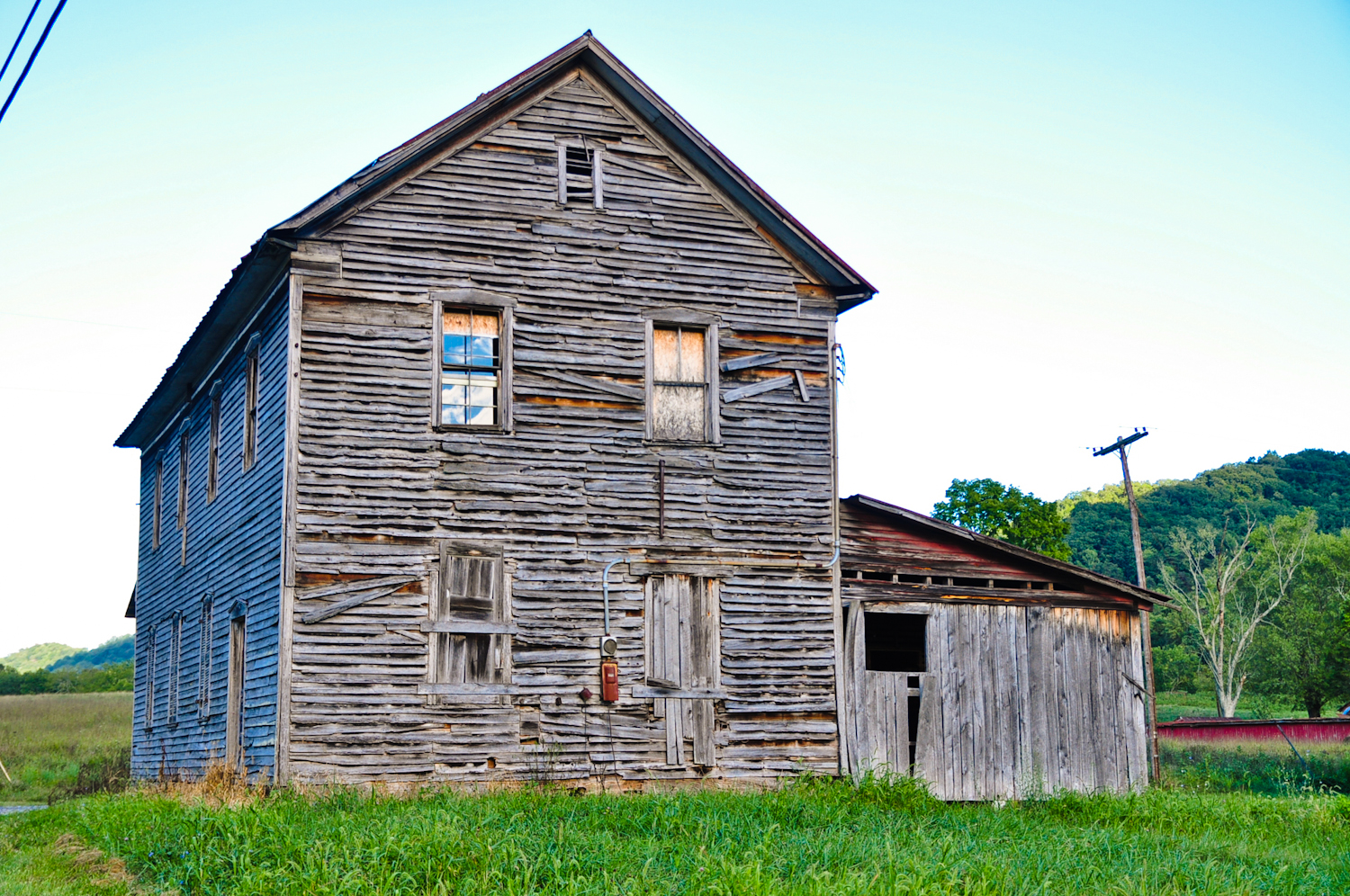
Der Hamilton-Lay Store ist einer von fünf Einträgen des Countys im NRHP.

Fünf Bauwerke und Stätten des Countys sind im National Register of Historic Places (NRHP) eingetragen (Stand 11. September 2018).

## Demografische Daten

Alterspyramide Union County

Nach der Volkszählung im Jahr 2000 lebten im Union County 17.808 Menschen in 6.742 Haushalten und 5.191 Familien. Die Bevölkerungsdichte betrug 31 Einwohner pro Quadratkilometer. Ethnisch betrachtet setzte sich die Bevölkerung zusammen aus 98,46 Prozent Weißen, 0,10 Prozent Afroamerikanern, 0,23 Prozent amerikanischen Ureinwohnern, 0,16 Prozent Asiaten, 0,02 Prozent Bewohnern aus dem pazifischen Inselraum und 0,17 Prozent aus anderen ethnischen Gruppen; 0,86 Prozent stammten von zwei oder mehr Ethnien ab. 0,79 Prozent der Bevölkerung waren spanischer oder lateinamerikanischer Abstammung.
Von den 6.742 Haushalten hatten 35,4 Prozent Kinder und Jugendliche unter 18 Jahre, die bei ihnen lebten. 62,2 Prozent waren verheiratete, zusammenlebende Paare, 10,5 Prozent waren allein erziehende Mütter und 23,0 Prozent waren keine Familien. 19,8 Prozent waren Singlehaushalte und in 7,4 Prozent lebten Personen im Alter von 65 Jahren oder darüber. Die Durchschnittshaushaltsgröße betrug 2,62 und die durchschnittliche Haushaltsgröße betrug 2,99 Personen.
25,7 Prozent der Bevölkerung waren unter 18 Jahre alt, 8,9 Prozent zwischen 18 und 24, 31,0 Prozent zwischen 25 und 44, 23,6 Prozent zwischen 45 und 64 und 10,8 Prozent waren älter als 65. Das Durchschnittsalter betrug 36 Jahre. Auf 100 weibliche Personen kamen statistisch 98,8 männliche Personen und auf 100 Frauen im Alter von 18 Jahren und darüber kamen 96,6 Männer.
Das jährliche Durchschnittseinkommen eines Haushalts betrug 27.335 USD, das Durchschnittseinkommen der Familien betrug 31.843 USD. Männer hatten ein Durchschnittseinkommen von 26.436 USD, Frauen 18.665 USD. Das Prokopfeinkommen betrug 13.375 USD. 16,8 Prozent der Familien und 19,6 Prozent der Einwohner lebten unterhalb der Armutsgrenze.